# 110-е годы до н. э.
110-е (сто деся́тые) го́ды до на́шей э́ры по пролептическому юлианскому календарю — промежуток времени с 1 января 119 года до н. э. по 31 декабря 110 года до н. э., включающий с 119 по 111 годы 9-го десятилетия  и 110 год 10-го десятилетия II века 1-го тысячелетия до н. э. Им предшествовали 120-е годы до н. э., за ними следовали 100-е годы до н. э. Они закончились 2135 лет назад.

## Важнейшие события
- 115 — китайский путешественник и дипломат Чжао Цянь послан на Запад к юэйчжам, чтобы заключить с Китаем союз против хунну. Но хунну продержали его 10 лет в плену. Лишь в 125 до н. э. он бежит из плена.
- 119 — Во главе конной армии стояли лучшие полководцы Империи Вэй Цин, Хо Цю-бин. Они провели армию через пустыню Гоби и неожиданно напали на кочевья хунну. Бой продолжался целый день без видимых результатов. К вечеру началась пыльная буря и это дало возможность китайцам провести решительную атаку. В итоге полное поражение Хунну: до 20 тыс. конных хунну были уничтожены, а до 70 тыс. чел. попали в плен к китайцам.
- После этого поражения хунну потеряли надолго всякое желание тревожить границы Китая: на 20 лет набеги кочевников прекратились. Император У-ди вновь покорил тибетских цяней.
- 114 — Шаньюй Ичжисе умер. Вместо него верховным вождём у хунну стал его сын Увэй — человек невоинственный и тихий.

## Римские консулы десятилетия
- 119: Луций Цецилий Метелл Далматик[1] и Луций Аврелий Котта
- 118: Марк Порций Катон и Квинт Марций Рекс
- 117: Луций Цецилий Метелл Диадемат и Квинт Муций Сцевола
- 116: Гай Лициний Гета и Квинт Фабий Максим Эбурн
- 115: Марк Эмилий Скавр и Марк Цецилий Метелл
- 114: Маний Ацилий Бальб и Гай Порций Катон
- 113: Гай Цецилий Метелл Капрарий и Гней Папирий Карбон
- 112: Марк Ливий Друз и Луций Кальпурний Пизон Цезонин
- 111: Публий Корнелий Сципион Назика Серапион и Луций Кальпурний Бестия
- 110: Марк Минуций Руф и Спурий Постумий Альбин